# Royal Shrovetide Football

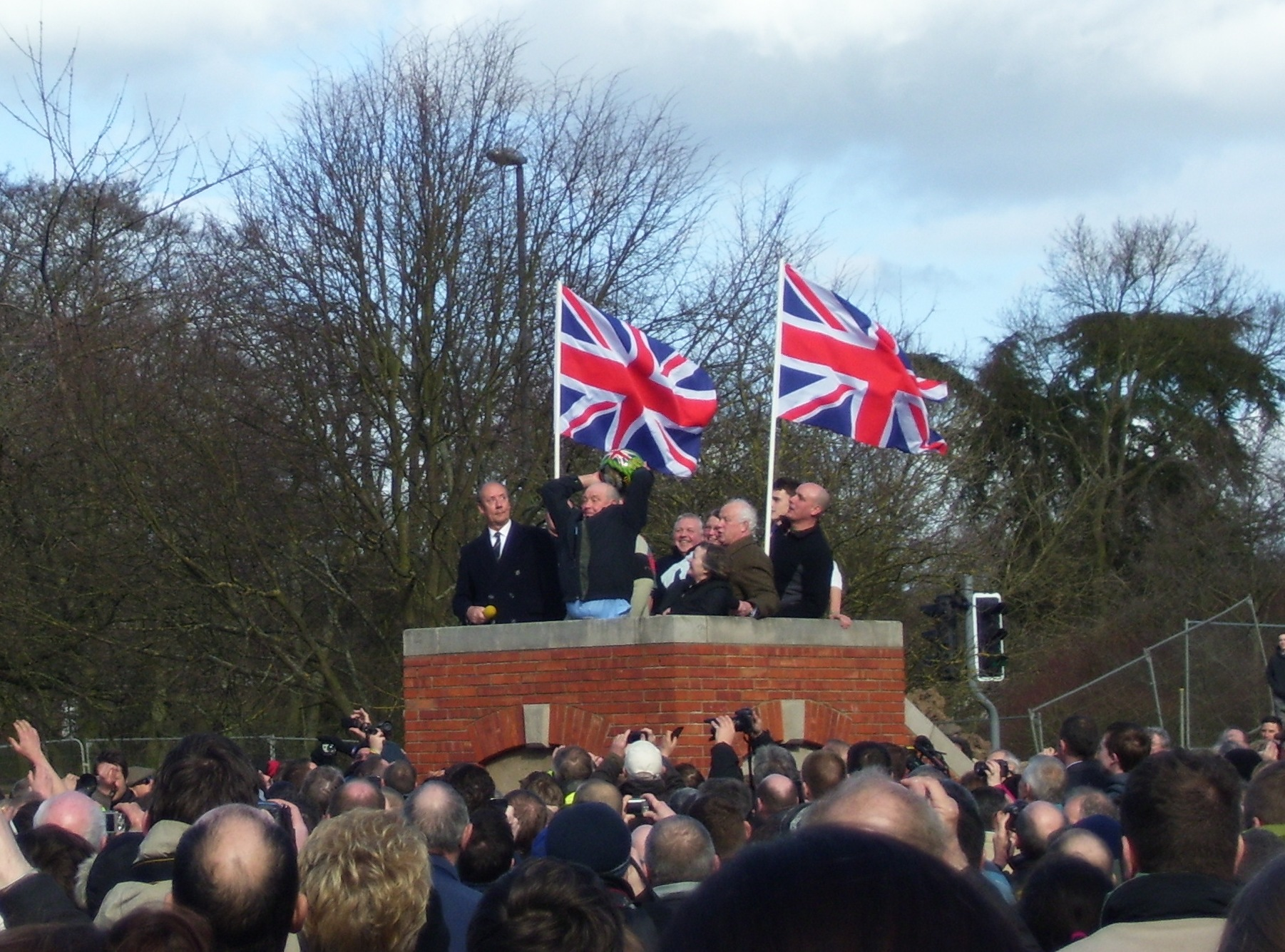
Royal Shrovetide Football, rozpoczęcie meczu

Royal Shrovetide Football – coroczny mecz odbywający się w miejscowości Ashbourne w Derbyshire w Anglii, rozgrywany w Środę Popielcową oraz w poprzedzający ją wtorek. Rozgrywka polega na przeniesieniu piłki do swojej bramki, bierze w niej udział całe miasto. Mecz jest rozgrywany od co najmniej XII wieku, choć jego początki są nieznane z uwagi na pożar pod koniec XIX wieku, który zniszczył dokumenty na ten temat. Jedna z najbardziej popularnych teorii na temat genezy tej zabawy sugeruje, że pierwotnie "piłkami" były odcięte głowy skazańców.

## Opis gry
Gra jest jedną z form futbolu ludowego (ang. mob football), z którego rozwinęły się dyscypliny sportowe określane mianem futbolu, jak piłka nożna, czy rugby. Mecz jest rozgrywany w ciągu 2 dni, w Środę Popielcową i poprzedzający ją wtorek. Rozpoczyna się o 14:00 każdego dnia, a kończy o 22:00. Jeśli bramka zostanie zdobyta przed 17:00, to do gry wprowadzana jest nowa piłka, a mecz wznawia się w centrum miasta. Pomimo nazwy (football – piłka nożna) piłka jest rzadko kopana, choć jest to dozwolone, podobnie jak jej noszenie czy rzucanie. Zazwyczaj piłka jest przenoszona przez miasto w zbiorowiskach graczy, przypominających wielki młyn w rugby.
Dwie drużyny, które biorą udział w grze są nazywane Up'Ards i Down'Ards. Up'Ards to tradycyjnie mieszkańcy miasta, którzy urodzili się na północ od Henmore Brook, a Down'Ards – odpowiednio na południe. Istnieją dwie bramki w odległości 3 mil jedna od drugiej. Pierwsza jest zlokalizowana na Sturston Mill (tam bramkę zdobywają Up'Ards), a druga na Clifton Mill (miejsce docelowe dla Down'Ards). Pomimo że młyny, od których pochodzą nazwy tych miejsc, zostały dawno zburzone, części kamieni młyńskich nadal stoją na brzegach rzeki, pełniąc funkcję bramek. W 1996 bramki zostały wymienione na mniejsze kamienie, przytwierdzone do specjalnie w tym celu zbudowanych kamiennych struktur. Obecnie w celu zdobycia bramki konieczna jest walka w rzece, dzięki czemu gra stała się bardziej widowiskowa.
Zdobycie bramki polega na trzykrotnym uderzeniu piłką w kamień młyński. W grze mogą brać udział również osoby nieurodzone w Ashbourne, choć zdobycie przez nich bramki jest bardzo rzadkie. Gol kończy grę.

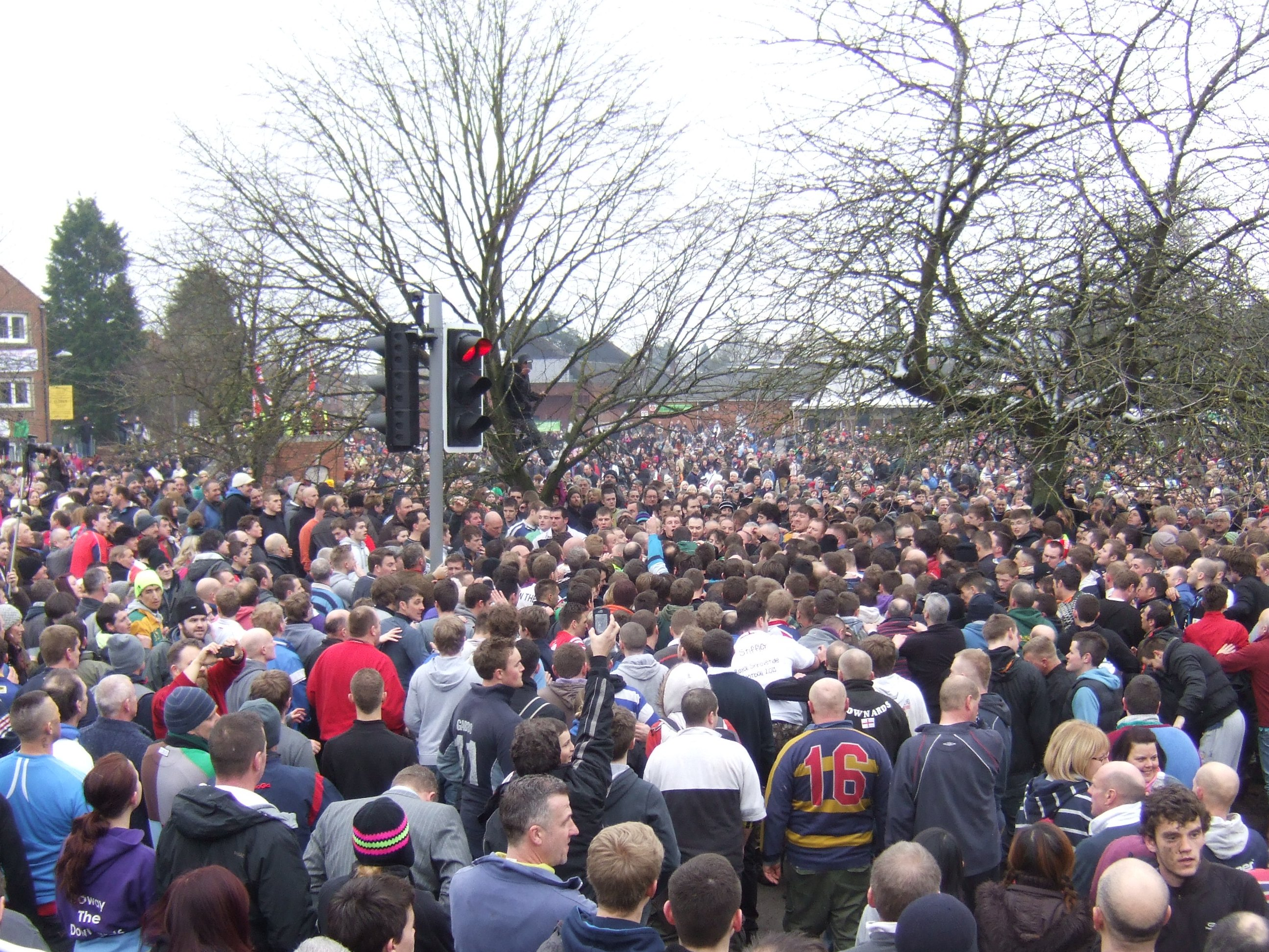
Mecz

Mecz jest rozgrywany w całym mieście (poza szczególnymi miejscami opisanymi poniżej), nie ma ograniczenia w liczbie zawodników. W trakcie zawodów sklepy są zamknięte, a ludzie są zachęcani do pozostawienia swoich samochodów poza głównymi ulicami. Gra rozpoczyna się rzutem piłki ze specjalnego cokołu zlokalizowanego w centrum miasta. Rzucający jest nazywany w lokalnym slangu turned-up, niekiedy jest to znana osobistość. Przed wprowadzeniem piłki do gry, zgromadzony tłum śpiewa Auld Lang Syne i hymn Wielkiej Brytanii. Miejsce rozpoczęcia gry nie zmieniło się od wielu lat, chociaż z biegiem czasu zmieniało się miasto dookoła niego. Z tego powodu znajduje się ono obecnie na głównym miejskim parkingu, zwanym Shaw Croft (nazwa historyczna, tak nazywało się pole, na którym powstał później parking).
W grze istnieje niewiele reguł. Zabronione są m.in. zabójstwa (jedna z najwcześniejszych zasad). Niechętnie patrzy się na nieuzasadnioną agresję. Piłka nie może być przenoszona za pomocą zmotoryzowanych pojazdów; nie może być też ukrywana w torbach, płaszczach, plecakach itp. Nie można grać na terenie cmentarzy, parceli przykościelnych czy ogrodów. Zabroniona jest również gra po godzinie 22:00.
Mecz jest rozgrywany specjalną piłką, większą niż standardowa futbolówka. Jest ona wypełniona portugalskim korkiem, który umożliwia piłce pozostawanie na powierzchni podczas walki w wodzie. Piłka jest ręcznie zdobiona przez lokalnych rzemieślników, a temat jest zwykle związany z osobistością, która rozpoczyna grę. Po zdobyciu przez zawodnika bramki na piłce malowany jest stosowny wzór oraz jego imię; piłka staje się jego własnością. W przypadku kiedy bramka nie została zdobyta, piłce przywraca się wzór dygnitarza zaczynającego grę i jest mu zwracana. Wiele z piłek jest wystawianych podczas meczu w lokalnych pubach; puby są tradycyjnie związane z poszczególnymi zespołami (np. The Wheel Inn jest siedzibą Down'Ards).

## Historia

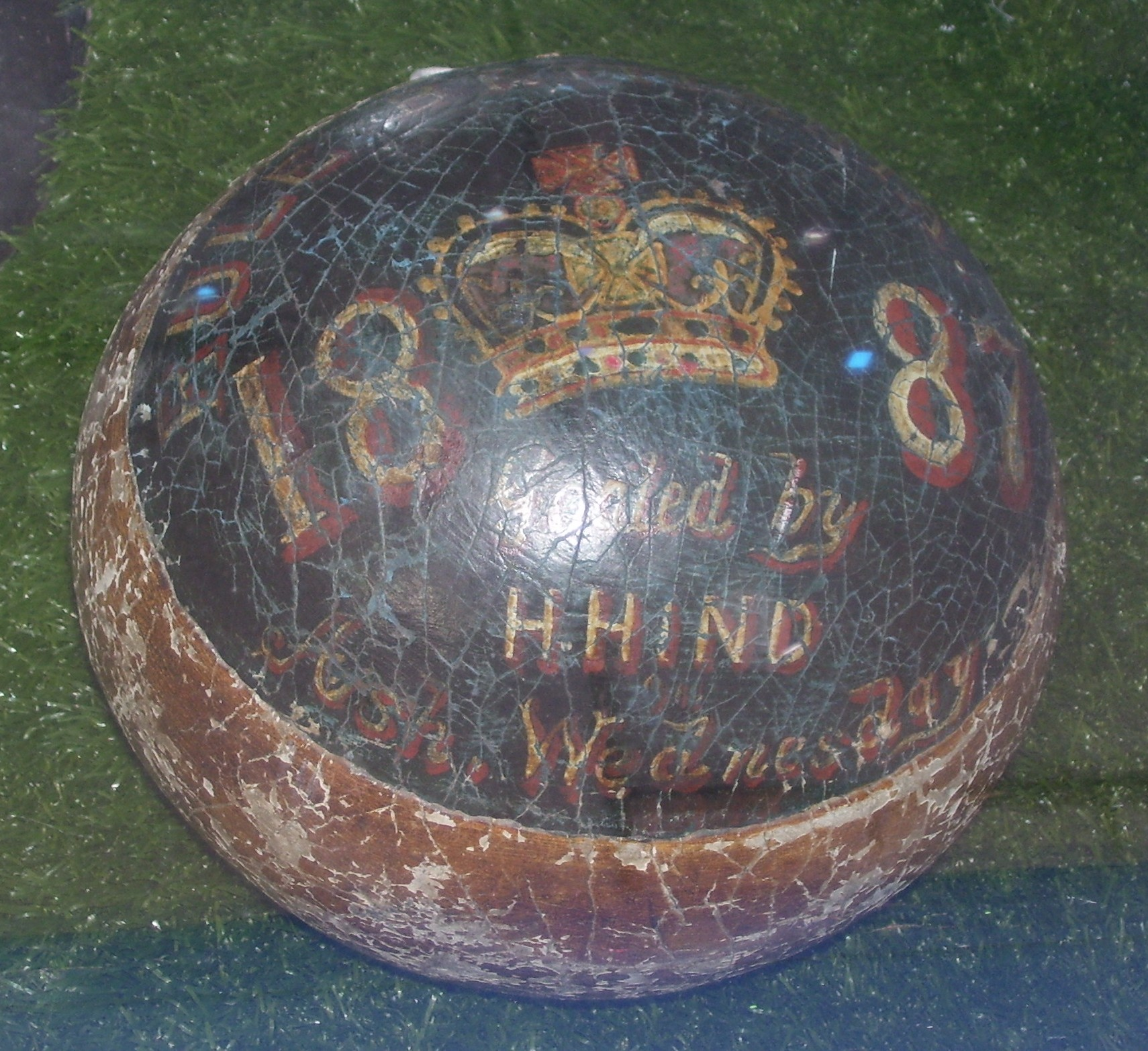
Historyczna piłka

W przeszłości kilkadziesiąt miast w całym kraju uczestniczyło w podobnych rozgrywkach, jednak obecnie tradycje kontynuuje się tylko w Ashbourne. Najstarsze ocalałe wzmianki o grze datuje się na 1683, kiedy to opisał ją Charles Cotton. Kilkakrotnie próbowano zakazać zawodów, jedną z najsłynniejszych takich prób była ta z 1349, gdy król Edward III odwołał rozgrywkę, motywując to tym, że przeszkadzały mu w ćwiczeniach łuczniczych. W 1878 rozgrywki również na krótko zostały odwołane, po tym jak mężczyzna utonął w rzece.
Przymiotnik "królewski" (royal) w nazwie gry jest stosowany od 1928, kiedy ówczesny Książę Walii (późniejszy król Edward VIII) był rozpoczynającym grę. W 2003 książę Karol stał się drugim członkiem rodziny królewskiej biorącym udział w grze. Wśród innych znanych osobistości rozpoczynających grę można znaleźć m.in.: Stanleya Matthewsa (1966), Briana Clougha (1975) czy Roya McFarlanda (1982).
Od 1891 dokumentuje się wszystkich zapoczątkowujących grę (turner-up) oraz zdobywców bramek. Od tego czasu zawody zostały odwołane tylko dwukrotnie – w 1968 i 2001 – za każdym razem z przyczyn epidemiologicznych (wybuch epidemii pryszczycy). Nawet podczas obu wojen światowych mecze były rozgrywane; podczas I wojny światowej żołnierze z Ashbourne Regiment grali w nią w okopach.
W 1943 po raz pierwszy w historii bramkę zdobyła kobieta – w tym samym dniu zrobiły to: Doris Mugglestone dla Up'ards i Doris Sowter dla Down'ards.
Pełna lista zasłużonych graczy jest wywieszona na aktualizowanych co roku, drewnianych tabliczkach w lokalnym The Green Man Hotel.

## Lokalny slang
W trakcie gry używa się lokalnych określeń:
- turner-up – osoba, która rozpoczyna grę
- hug – formacja ludzka tworząca się podczas walki o piłkę, podobna do znanego z rugby młynu
- break – okres, w którym piłka zostaje uwolniona z hugu, a gra nabiera tempa
- runners – gracze, którzy stoją na zewnątrz hugu, czekając na uwolnienie piłki, żeby ją przechwycić i zdobyć jak największą ilość terenu
- river play – miejsce gry, kiedy odbywa się ona w rzece; zdarza się, że cały mecz odbywa się w wodzie
- Clifton – lokalizacja bramki Down'ards
- Sturston – lokalizacja bramki Up'ards
- duck – lokalny kolokwializm stosowany jako przyjacielskie powitanie, np. "Do you know where the ball is, duck?"; w innych regionach porównywalnymi określeniami są mate czy pet
- The Green Man – nazwa pubu/hotelu, w którym odbywa się przedmeczowy posiłek
- Shrovie – slangowe określenie Shrovetide
- Down wi' it – okrzyk kibiców Down'ards, głównie kobiet

## Hymn
Hymn jest śpiewany podczas przedmeczowej ceremonii w lokalnym hotelu. Został napisany w 1891 na koncert, mający na celu zbiórkę pieniędzy na zapłatę grzywien za grę na ulicy.
There’s a town still plays this glorious game

Tho' tis but a little spot.

And year by year the contest's fought

From the field that's called Shaw Croft.

Then friend meets friend in friendly strife

The leather for to gain,

'And they play the game right manfully,

In snow, sunshine or rain.

Refren

'Tis a glorious game, deny it who can

That tries the pluck of an Englishman.

For loyal the Game shall ever be

No matter when or where,

And treat that Game as ought but the free,

Is more than the boldest dare.

Though the up's and down's of its chequered life

May the ball still ever roll,

Until by fair and gallant strife

We've reached the treasur'd goal.

'Tis a glorious game, deny it who can

That tries the pluck of an Englishman.